# Södra Dalarnes Tidning
Södra Dalarnes Tidning är Dalarnas äldsta tidning, grundad år 1881 av Axel Lidman, är en tredagarstidning med spridning i Borlänge kommun, Hedemora kommun och Säters kommun. Tidningen är en del av Dalarnas Tidningar och är obeoende liberal.